# Петър Лачин
Петър Иванов Лачин или Лачинов, е български учител и революционер, разложки войвода на Вътрешната македоно-одринска революционна организация.

## Биография
Петър Лачин е роден в 1875 година в Мехомия, в Османската империя, днес Разлог, България. Учи в Мехомия и завършва IV клас в българското училище в Сяр през 1894 г. Работи като учител в Мехомия и Якоруда около 14 години - от 1894 до 1903 г. и от 1905 до 1910 г. През октомври 1896 година е сред основателите на мехомийския комитет на ВМОРО. Учителската му дейност е тясно свързана с революционната. Участва в наказателни акции по решение на комитета и е един от най-решителните и смели дейци. Заедно с четата си Петър Лачин участва в аферата „Мис Стоун“ в местността Подпрената скала по пътя Мехомия - Симитли. Участва в съвещанието в Банско на 5 септември 1903 година, изградило плана на възстанническите действия в Разложка революционна околия. През Илинденско-Преображенското въстание е член на ръководното тяло и щаба на въстанието в родния си град. Стотник на Крапата махала. След излизането му от горящата и блокирана Мехомия се присъединява и участва в сражението на четата над Годлево на 21 септември 1903 година в местността Клинецо в Рила планина, като после емигрира в свободните предели на България.
През 1904 година след амнистията се връща в Мехомия и се занимава с търговия и обществена дейност. Заедно с Владимир Каназирев и Благой Даскалов вземат инициативата за създаването на читалище „15 септември 1903 година“ в града. През пролетта на 1912 година по поръчение на войводата Христо Чернопеев, Петър Лачин възстановява градската организация на ВМОРО в Мехомия с чисто терористическа задача – с атентати или други смущения, да се предизвика външна намеса в Османската империя. Председател на организацията е Петър Лачин. В началото на септември същата година минава в нелегалност.
По време на Балканската война Лачин е в четата на Христо Чернопеев и взема участие в освобождаването на Мехомия.
След освобождаването на Мехомия по време на Балканската война на 28 октомври 1912 година събрание на гражданите избира градски съветници, сред които са Петър Лачин, Н. Кондев, Георги Кондев, Т. Кондев, Д. Тасев. Петър Лачинов е член на новоназначената тричленна комисия в Мехомия заедно с Владимир Каназариев и Атанас Грънчаров, събрала се на първото си заседание на 2 януари 1914 година, а на 14 ноември 1914 година Лачин заема длъжността секретар-бирник. Комисията планира построяването на училищна сграда, направата на градска кланица и регулацията на града.
Лачин участва в покръстването на помаците в Мехомия в 1913 година. Същото е извършено под силна охрана в черквата „Свети Георги“.
Петър Лачин е женен за Елисавета Кипрева Максева – дъщеря на видния възрожденски деец Кипре Максев и сестра на драмския войвода Мирчо Кипрев. Имат синове Китан – роден 1898 г. и убит едва 20-годишен като доброволец в Първата световна война на 4 ноември 1918 г. в местността Крива ливада, Тодор – роден в 1900 година, Владимир – роден в 1904 година, Славчо – роден в 1913 година, Китан – роден в 1919 година и дъщеря Кръстана – родена в 1907 година.
Петър Лачин умира на 13 юни 1950 година в Разлог. Погребан е в родния си град.